# The Lodge
The Lodge je britský muzikální seriál stanice Disney Channel. První díl měl ve Spojeném království premiéru 23. září 2016. V České republice měl první díl premiéru 20. března 2017. Seriál je založen na izraelském seriálu North Star.

## Děj
15letá Skye se s otcem stěhuje z velkoměsta na venkov do Severního Irska, kde začnou spravovat rodinný hotel North Star Lodge. Skye se snaží vybudovat nový život a integrovat do skupinky teenagerů, kteří žijí a pracují v hotelu. Nicméně zjistí, že její otec chce hotel prodat, a tak se ho snaží přemluvit. Hledá tudíž podporu u svých přátel, ale ne každý je jí ochoten pomoct. Průběhu času Skye objeví mnoho tajemství, které ovlivní její budoucí život, ale i šance hotelu.

## Obsazení

### Hlavní role
- Sophie Simnett jako Skye (český dabing: Klára Nováková)
- Luke Newton jako Ben (český dabing: Robert Hájek)
- Thomas Doherty jako Sean (český dabing: Tomáš Materna)
- Bethan Wright jako Danielle (český dabing: Ivana Korolová)
- Jayden Revri jako Noah (český dabing: Jindřich Žampa)
- Jade Alleyne jako Kaylee (český dabing: Patricie Soukupová)
- Joshua Sinclair-Evans jako Josh (český dabing: Roman Hajlich)
- Mia Jenkins jako Alex (2. série)

### Vedlejší role
- Marcus Garvey jako Ed (český dabing: Petr Burian)
- John Hopkins jako SJ (český dabing: Jakub Saic)
- Geoffrey McGivern jako Patrick (český dabing: Bohuslav Kalva)
- Dan Richardson jako Gil (český dabing: Ladislav Cigánek)
- Ellie Taylor jako Christina (český dabing: Petra Hobzová)
- Laila Rouass jako Olivia (český dabing: Martina Kechnerová)
- Dominic Harrison jako Oz (český dabing: Robin Pařík)
- Tom Hudson jako Kyle (český dabing: Jan Battěk)
- Martin Anzor jako Aaron (český dabing: Jiří Köhler)
- Sarah Nauta jako Lori (český dabing: Sabina Rojková)
- Clara Rugaard jako Ana
- Cameron King jako Ethan (český dabing: Jan Köhler)
- Emma Campbell-Jones jako Ella
- Lina Larissa Strahl jako Frankie
- Kimberley Walsh jako Rebecca
- Dove Cameron jako Jess

## Vysílání
| Řada | Díly | Premiéra ve VB | Premiéra ve VB     | Premiéra v ČR   | Premiéra v ČR   |
| Řada | Díly | První díl      | Poslední díl       | První díl       | Poslední díl    |
| ---- | ---- | -------------- | ------------------ | --------------- | --------------- |
| 1    | 10   | 23. září 2016  | 25. listopadu 2016 | 20. března 2017 | 31. března 2017 |
| 2    | 15   | 9. června 2017 | 3. listopadu 2017  | nebylo vysíláno | nebylo vysíláno |